# Unione Sportiva Castelnuovo Garfagnana 2001-2002
Questa voce raccoglie le informazioni riguardanti l'Unione Sportiva Castelnuovo Garfagnana nelle competizioni ufficiali della stagione 2001-2002.

## Rosa
| N. |                   | Ruolo | Calciatore           |
| -- | ----------------- | ----- | -------------------- |
|    | Italia (bandiera) | C     | Massimo Barsotti     |
|    | Italia (bandiera) | A     | Riccardo Belluomini  |
|    | Italia (bandiera) | D     | Gianluca Billi       |
|    | Italia (bandiera) | C     | Angelo Buglio        |
|    | Italia (bandiera) | C     | Mario Cecchi         |
|    | Italia (bandiera) | A     | Damiano Chiriacò     |
|    | Italia (bandiera) | D     | Michele Coppola      |
|    | Italia (bandiera) | P     | Giampaolo Di Magno   |
|    | Italia (bandiera) | D     | Roberto Di Maio      |
|    | Italia (bandiera) | D     | Pacifico Fanani      |
|    | Italia (bandiera) | D     | Simone Felici        |
|    | Italia (bandiera) | C     | Francesco Fiori      |
|    | Italia (bandiera) | P     | Massimiliano Franchi |
|    | Italia (bandiera) | C     | Massimo Garfagnini   |

| N. |                            | Ruolo | Calciatore              |
| -- | -------------------------- | ----- | ----------------------- |
|    | Italia (bandiera)          | D     | Andrea Gazzoli          |
|    | Italia (bandiera)          |       | Giuntini                |
|    | Italia (bandiera)          | D     | Luigi Grassi            |
|    | Italia (bandiera)          | D     | Massimo Macelloni       |
|    | Italia (bandiera)          | A     | Simone Malatesta        |
|    | Italia (bandiera)          | C     | Nicola Malventi         |
|    | Italia (bandiera)          | A     | Francesco Martelloni    |
|    | Rep. Dominicana (bandiera) | C     | Victor Manuel Gil Ortiz |
|    | Italia (bandiera)          | C     | Christian Pennucci      |
|    | Italia (bandiera)          | D     | Nicola Reverberi        |
|    | Italia (bandiera)          | A     | Matteo Rossi            |
|    | Italia (bandiera)          | C     | Simone Tolaini          |
|    | Italia (bandiera)          | P     | Marco Vaiani            |